# Nørresø (Brahetrolleborg)
 For alternative betydninger, se Nørresø. (Se også artikler, som begynder med Nørresø)
Nørresø ved Brahetrolleborg på Sydvestfyn er på 69,3 ha. I søen ligger øen Lucieø og en ikke navngivet holm. Omkring søen er der en 6 km afmærket rute, men der er bevoksning helt ned til søen, så helt gode udsigtsmuligheder er der ikke.
Det var i Nørresø, barneliget blev fundet i Mona-sagen i 1964.

## Fugle
Samlet er der iagttaget næsten 120 fuglearter ved Nørresø. Siden 2004 har der været ynglende skarver. De er kommet fra Brændegård Sø, som i 1990'erne havde en af Europas største kolonier, men nu er der mange flere her end i Brændegård Sø. Ved Nørresø yngler toppet lappedykker og gråand i mindre antal. Af trækfugle tiltrækker Nørresø gråand, taffeland, troldand og af og til stor skallesluger.